# 藤井淳子
藤井 淳子（ふじい じゅんこ、1966年10月1日 - ）は、中京圏を拠点に活動している日本のフリーアナウンサー。有限会社ルーク代表。
愛知県出身。過去には、NHK名古屋放送局報道部の契約キャスターおよび岐阜放送報道部のアナウンサーを務めていた。その後はNTBからの派遣で、名古屋テレビ（メ〜テレ）にニュース担当アナウンサーとして勤務していた。

## 担当番組
- ウイークエンド中部（NHK名古屋放送局、1994年4月 - 1995年3月） - キャスター
- 日本列島ふるさと発（NHK BS1）